# Onze-horas

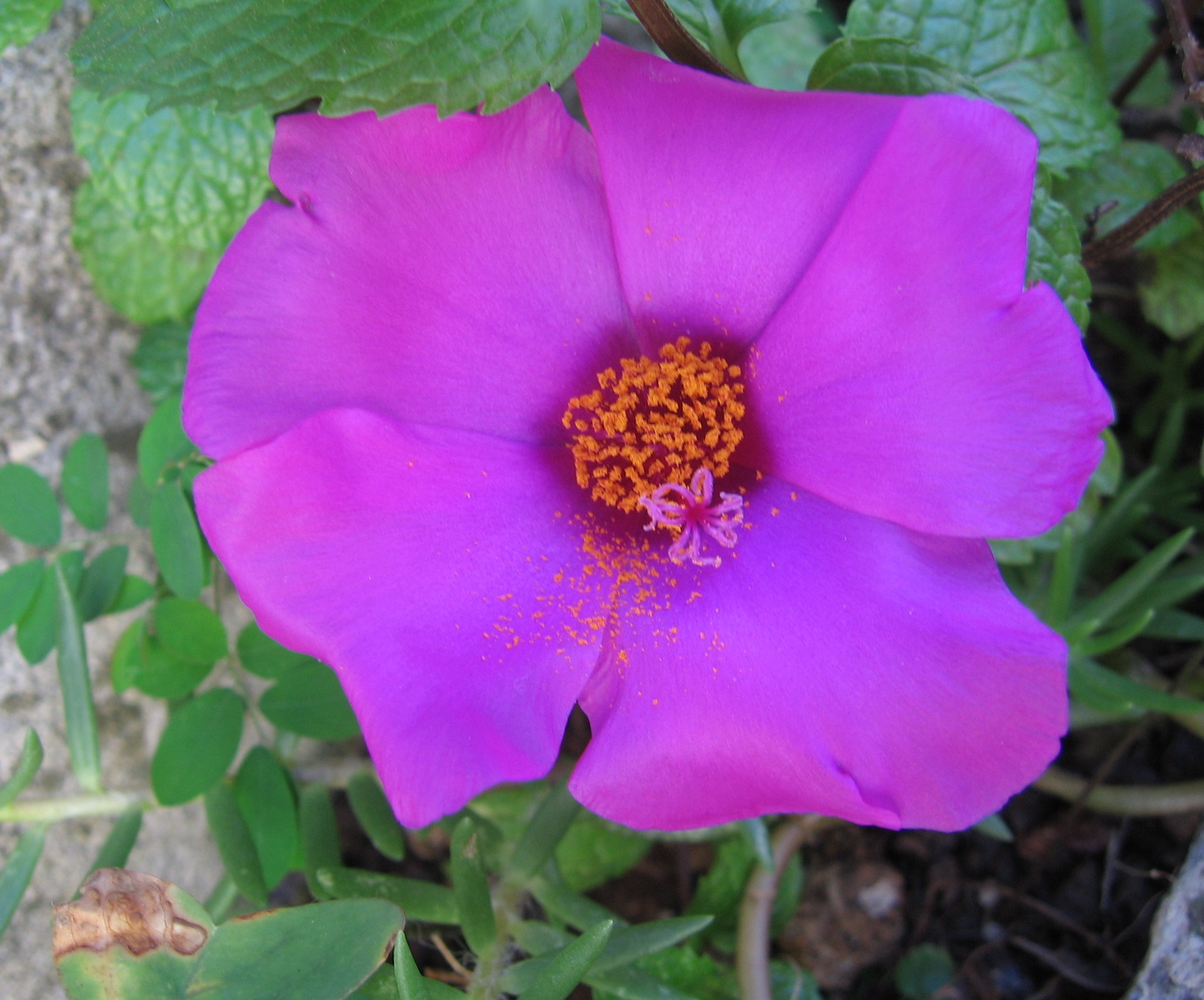
Um tipo tradicional de onze-horas no Brasil.

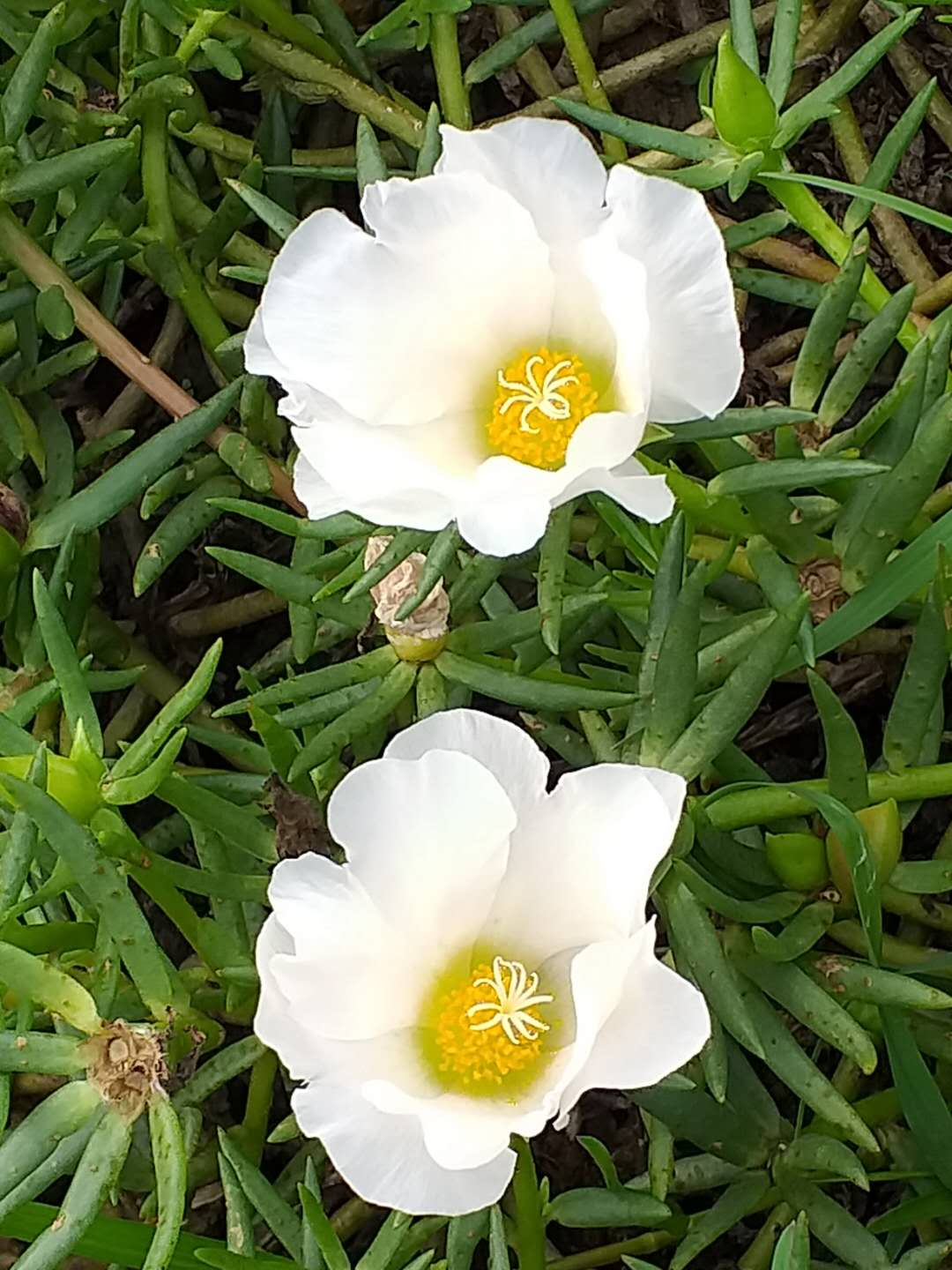
Portulaca grandiflora

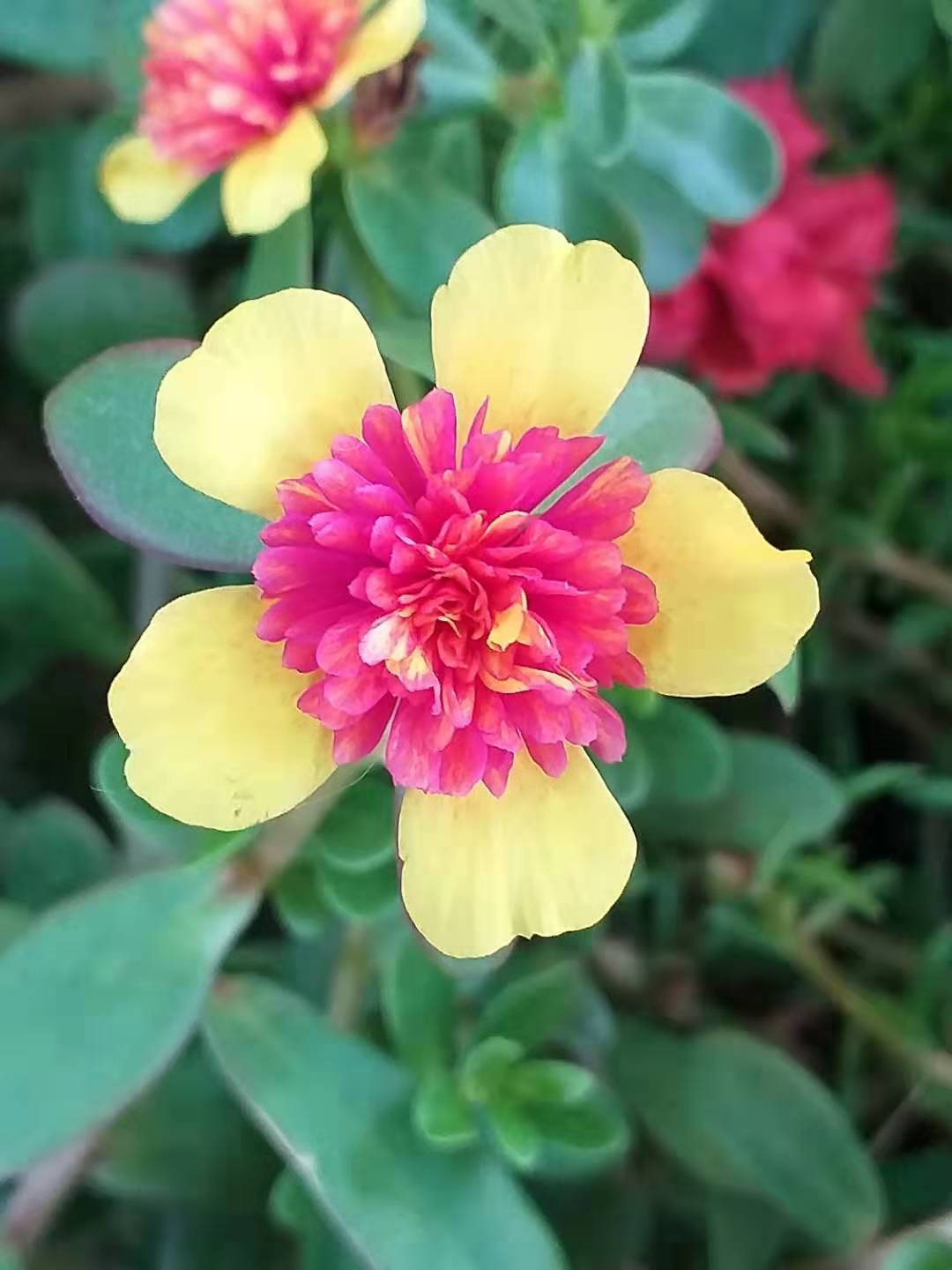
Portulaca grandiflora

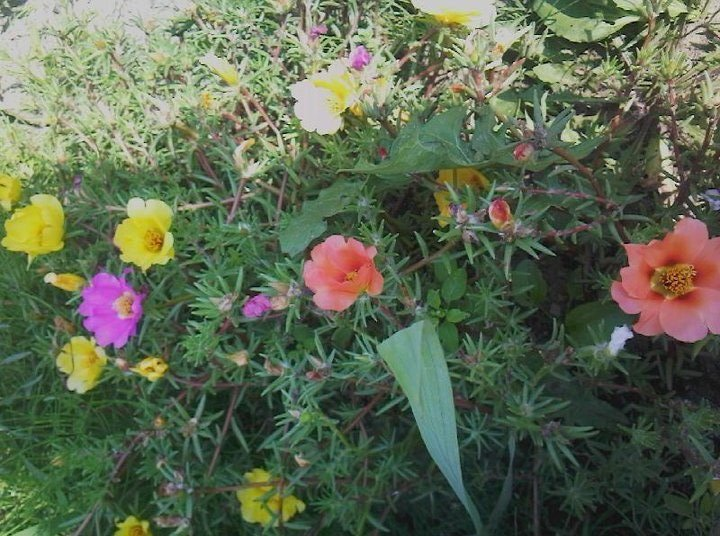
Portulaca grandiflora

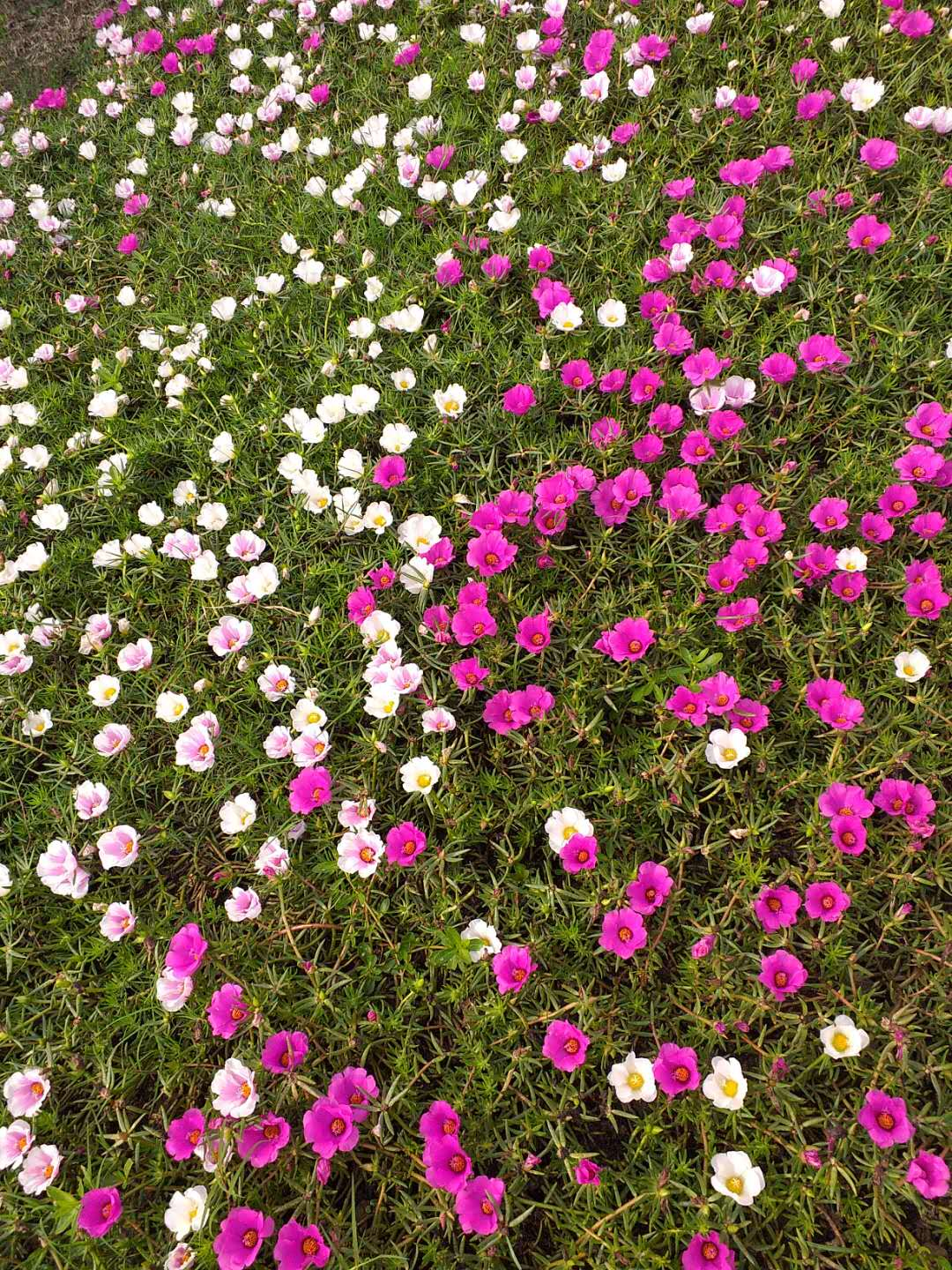
Portulaca grandiflora

Onze-horas (Portulaca grandiflora) é uma planta da família Portulacaceae, nativa da América do Sul, ocorrendo desde o sudeste brasileiro até o Uruguai e a Argentina. Também pode ser encontrada no sul do continente asiático. Em Bangladesh é conhecida como “Time Fool” (algo como “bobo do tempo”), por causa de sua floração ocorrer de acordo com o tempo, quase sempre próximo ao meio-dia.
É uma planta anual, muito pequena e de crescimento rápido, atingindo 30 cm de altura. As folhas são espessas e carnudas, com 2 cm de comprimento e dispostas alternadamente em pequenos grupos. As flores possuem diâmetro entre 2 e 3 cm com 5 pétalas, que podem ser vermelhas, laranjas, salmão, rosas, brancas e amarelas.
É também conhecida como Beldroega (designação antiga, que engloba outras espécies de diferentes gêneros).
No Brasil ela recebe o nome de onze horas, porque começa a abrir suas flores próximo às 11 horas.

## Cultivo e uso
Esta planta cresce largamente em climas temperados, necessitando de muita luz solar e um solo bem drenado. Tem boa aplicação ornamental de solos planos devido à baixa estatura, número de flores e cor das flores.
Vários cultivares tem sido selecionados para duas flores com pétalas adicionais e de acordo com a variação de suas cores.
De acordo com o costume em certos lugares, presentear alguém com onze-horas é uma confissão de amor.